# Рікорд Петро Іванович
Петро Іванович Рікорд (29 січня (9 лютого) 1776, Торопець, Псковська губернія — 16 (28) лютого 1855, Санкт-Петербург) — російський адмірал. Мандрівник, учений, дипломат, письменник, військовий і державний діяч. Віддав службі на флоті понад 60 років.
Народився 29 січня 1776 року в місті Торопець Псковської губернії (нині місто входить до складу Тверської області РФ) в сім'ї офіцера російської армії Жана-Батіста Рікорда (оригінальне прізвище його предків по батьку — Рікорді; сім'я батька походила з Ніцци). Мати, Марія Метцель — німкеня з Гданську. Батько, перш ніж опинитися в Росії, служив в австрійській і польській арміях.

## Кар'єра
В 1787 році вступив на навчання до Морського кадетського корпусу. В 1792 році отримав звання гардемарина, через два роки здає екзамен на мічмана, а вже наступного, 1795 року, бере участь у бойовому поході російської ескадри у Північне море для допомоги Англії у її війні з Францією. Оскільки ескадра стояла без діла, молодий мічман з дозволу начальства найняв разом з друзями квартиру в Лондоні, де вивчав англійську мову і вдосконалював свої знання з морської справи.
30 серпня 1799 року англійські і російські війська беруть штурмом голландське місто-фортецю Гельдер. В цій справі відзначився і 23-річний Рікорд, за що отримав свій перший бойовий орден — св. Анни IV ст. на шпагу і з написом «За хоробрість». Наступного року отримав звання лейтенанта.
В 1802 році лейтенант Рікорд разом із іншими молодшими офіцерами був направлений на трирічне стажування на англійський флот. Під час стажування служить на фрегаті «Амазон», бере участь у подорожах до Африки, Ямайки, Мадейри а також у бойових діях проти іспанських піратських, військових і торговельних кораблів.

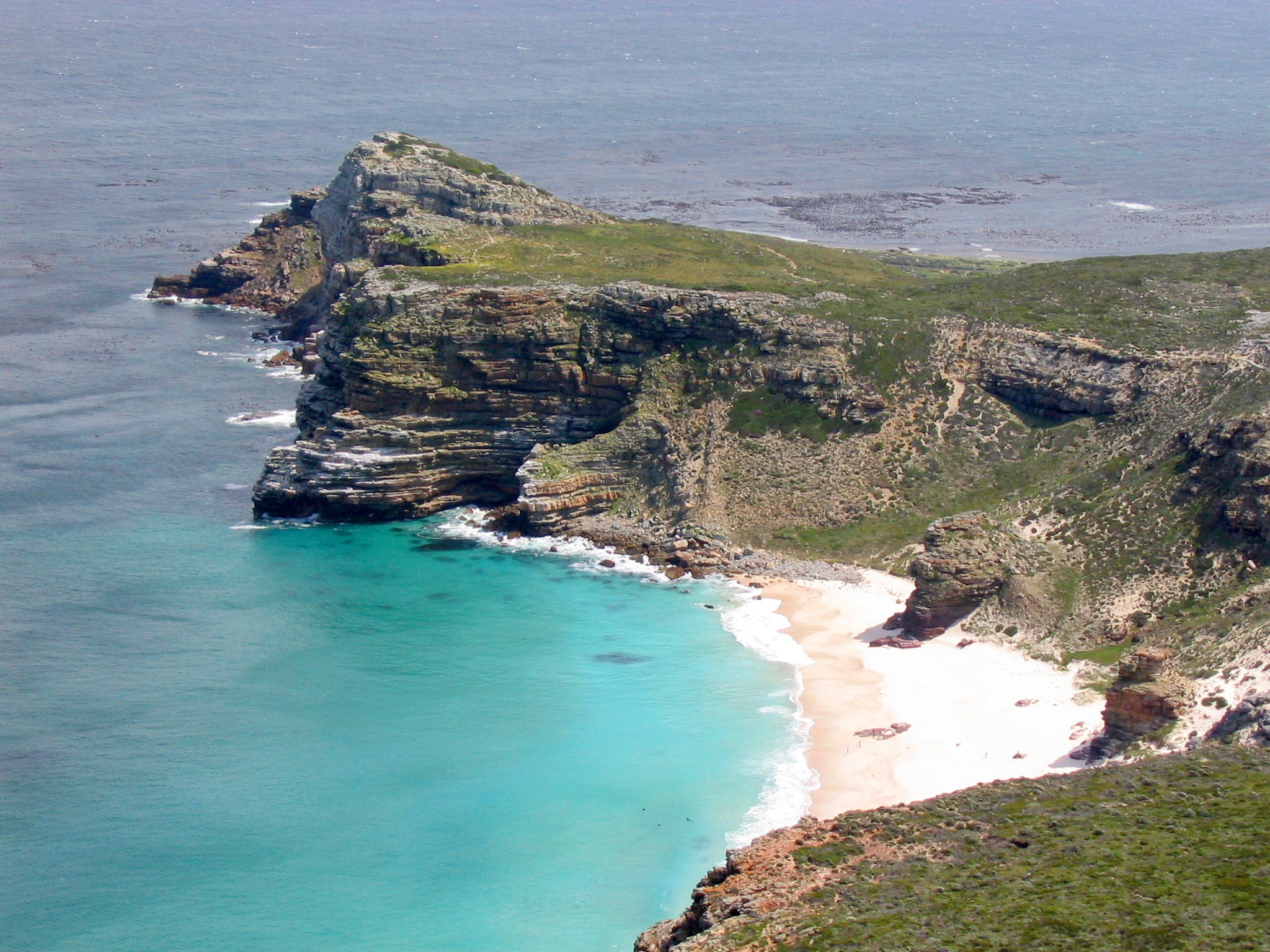
Мис Доброї Надії — місце полону шлюпу «Діана», на якому служив Петро Рікорд

В 1807—1809 рр. Петро Рікорд бере участь у навколосвітній подорожі на шлюпі «Діана» помічником капітана. Оскільки на той момент стосунки Англії і Російської імперії погіршилися, командир шлюпу, капітан Василь Головнін випросив у британського уряду дозвіл на плавання в територіальних водах Англії з науковою метою. Попри домовленість, шлюп однак був затриманий на мисі Доброї Надії на півтора року. «Діані» вдалося втекти, скориставшись штормовою погодою.
Наступні два роки (1811—1813) Петро Рікорд, уже в звання капітан-лейтенанта, провів у плаванні на Камчатку, склав докладний опис берегів Камчатського півострова і Російської Америки, Курильських і Алеутських островів. Брав участь у поставках хліба для російських колоністів Аляски.

## «Інцидент Головніна»
Саме в той час стався інцидент на острові Кунашир — капітан шлюпу «Діана» Василь Головнін був з двома офіцерами і кількома матросами захоплений у полон японцями.
Японія на той момент була закритою країною, яка не пускала до себе іноземців. Поза тим, дії японців були відповіддю на розграбування росіянами японських поселень на Сахаліні і Курильських островах іще в 1804 році.
Спроба Головніна і його підлеглих утекти з полону виявилася безуспішною. Після кількох невдалих спроб звільнити капітана і його людей Петро Рікорд прийняв на себе командування шлюпом.
У відповідь на дії японців Рікорд захопив як заручника відомого японського комерсанта Такадаї Кахея (1769—1827), одного з найбагатших людей тогочасної Японії. Своїм дружнім ставленням він зміг перетворити японця на свого союзника. Такадаї Кахей, а також інші японці, які були раніше врятовані з розбитого корабля, виступили посередниками у справі полоненого капітана Головніна і його товаришів. 1 жовтня 1813 року росіяни були звільнені.
Всі ці події Петро Рікорд докладно описав у своїй книзі. За звільнення свого командира з полону він був представлений до звання капітана 2-го рангу і отримав дожиттєвий пенсіон у 1500 рублів.

## Начальник Камчатки

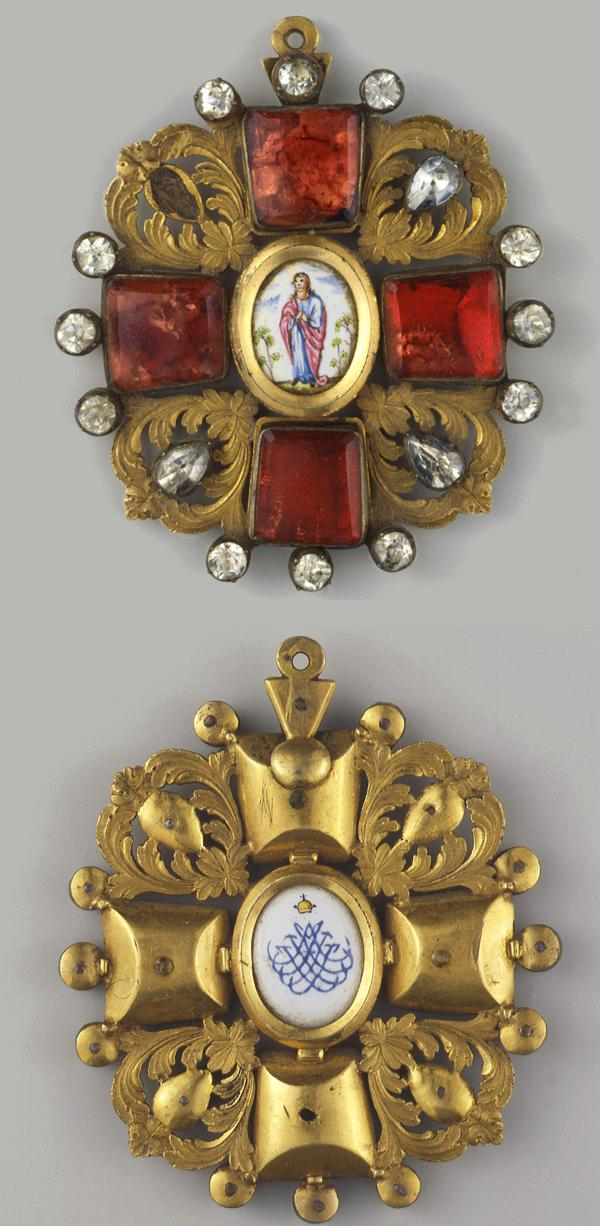
Орден св. Анни II ст. з алмазами. Таким орденом був нагороджений Петро Рікорд за успішну діяльність з розвитку Камчатки.

В 1817 році Рікорд повертається на Камчатку, але цього разу як «начальник Камчатської області».
За п'ять років перебування там зробив багато для вивчення природи цього краю, його економічного розвитку. Побудував лікарні, школи, відстале село Петропавловськ-Камчатський перетворив на морський порт. Турбувався про розвиток торгівлі і ремесел, захищав природу краю від грабіжницьких наскоків китобійних кораблів.
Заслугою Рікорда було також покращення стосунків із місцевим населенням і розповсюдження між аборигенів землеробства і огородництва.
Петро Рікорд склав план розвитку Камчатки на наступні десятиліття. Наступних начальників краю імператор зобов'язував неухильно виконувати цей план.
За свою діяльність на Камчатці Петро Рікорд був нагороджений орденом св. Анни II ст. з алмазами. А за свої наукові праці з вивчення Камчатки і Курильських островів був обраний членом-кореспондентом Петербурзької Академії Наук за спеціальністю «мореплавання і географія».
Після повернення з Камчатки Петро Рікорд у березні 1825 року був призначений капітаном Кронштадтського порту. 1 січня 1826 року отримав звання капітан-командора, а 6 грудня 1827 року — контр-адмірала.

## Військова і наукова діяльність

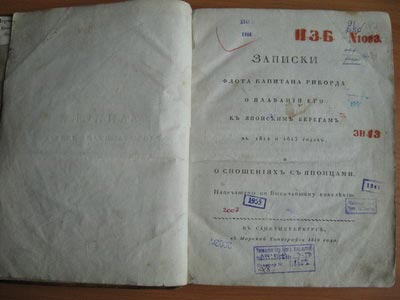
Прижиттєве видання книги Петра Рікорда про плавання до Японії. Петербург, 1816 рік. Забайкальська крайова універсальна наукова бібліотека ім. Пушкіна.

Брав участь у російсько-турецькій війні 1828—1829 рр. Командуючи ескадрою з чотирьох фрегатів, Петро Рікорд здійснив зимову блокаду протоки Дарданелли, перерізавши постачання продовольства до Стамбулу. Ці дії підштовхнули Туреччину до укладання Адріанопольського миру, за яким незалежність від Туреччини отримували Греція, Молдавія, Румунія (Валахія) та Сербія.
Після війни Рікорд командував російською середземноморською ескадрою, яка забезпечувала підтримку звільнених від Туреччини держав, особливо Греції. Допомагав президенту Греції Іоанну Каподістріасу (1776—1831) (до речі, колишньому міністру закордонних справ Росії) придушувати внутрішні заколоти. Після вбивства Каподістріаса Петро Рікорд отримав від сенату цієї країни пропозицію обійняти посаду голови держави.
З 1842 року — голова комітету з побудови пароплавів для флоту Балтійського і Каспійського морів.
З 1843 року — повний адмірал російського флоту.
В 1845 році Петро Іванович Рікорд узяв участь у заснуванні Російського географічного товариства, пізніше став його віце-президентом.
Був членом ради Московського університету, Товариства натуралістів.
Під час Кримської війни в 1854—1855 рр. командував обороною порту Кронштадт від об'єднаної англо-французької ескадри. Окрім флотської ескадри, використав для захисту порту мінне загородження і берегові батареї.
Помер 16 лютого 1855 року в Петербурзі. Похованій у Олександро-Невській лаврі.

## Сім'я
Петро Іванович Рікорд був одружений з Людмилою Іванівною Коростовцевою (Коростовець) (1794—1883). Її походження виводиться деякими дослідниками з польського шляхетського року Хростовських гербу Остоя з Мазовша, один із котрих наприкінці XVII ст. перейшов на службу до московського царя.
Людмила Іванівна Рікорд — відома свого часу письменниця-мемуаристка і поетеса. Її вірші публікувалися в журналі «Украинский вестник», який виходив у Харкові з 1816 по 1819 рр. за ініціативи професури Харківського університету (в тому ж журналі публікувалися україномовні твори Григорія Квітки-Основ'яненка, котрий був одним із його видавців, та Петра Гулака-Артемовського).
Опублікувала чотири книги спогадів про свого чоловіка, де, зокрема, докладно описує подорож і перебування на Камчатці, а також у Греції під час заколоту проти президента Каподістріаса.
Почесний член Вільного товариства любителів російської словесності.
У подружжя була одна-єдина донька — Серафима Петрівна Рікорд (до 1824 — між 1877 і 1879). Вона вийшла заміж за Сергія Георгійовича Тихоцького (1807—1872) — генерал-майора, учасника російсько-турецької (1828—1829) і Кримської (1853—1856) воєн. Від цього шлюбу народилося 12 дітей — 4 сина і 8 доньок.
Прямом нащадком адмірала Петра Івановича Рікорда по лінії дружини прадіда є Заслужений лікар України, доктор медицини Ольга Вадимівна Богомолець (нар. 1966 р.).